# Їжатка азійська
Їжатка азійська (Atherurus macrourus) — представник роду їжатка (Atherurus) з родини їжатцеві (Hystricidae).

## Ареал
Проживає у південно-східній Азії, у країнах: Бангладеш, Китай (Хайнань, Хубей, Сичуань, Юньнань), Індія (Ассам), Народно-Демократична Республіка Лаос, Малайзія, М'янма, Таїланд, В'єтнам. Зустрічається у субтропічних і тропічних гірських лісах.

## Зовнішня морфологія
Гризун стрункої статури, з характерним довгим хвостом (що легко відривається), який закінчується пучком щетини. Вага: 1–4 кг, голова і тіло завдовжки 40.1–54.6 см, хвіст довжиною 15–25 см. Тіло майже повністю вкрите голками, хоча вини більш м'які на голові, ногах, і на нижній частині тіла. Найдовші шипи розміщені по центру спини. Тіло від чорно-коричневого до сіро-коричневого на верхній частині тіла; окремі волоски мають білуваті кінчики; нижня частина тіла від брудно-білого до світло-коричневого кольору. Кінцівки короткі й товсті, вуха короткі й округлі. Має частково перетинчасті лапи (для плавання).

## Поведінка
Нічний вид, який живе кланами, що складається частіш за все з 4–8 особин. Ці клани мають спільні стежки, відхожі місця, місця харчування, території та сховища. Здатні лазити по деревах, швидко бігати і стрибати у висоту до 1 м. Основні вороги: леопарди, великі сови, змії, і люди. Протягом дня зазвичай переховується у житлі, розташованому в отворі між корінням дерев, скелястій ущелині, термітнику, печері або ерозійній порожнині.